# 에니메이터 (영화)
에니메이터(Brenda Starr)는 미국에서 제작된 로버트 엘리스 밀러 감독의 1989년 모험 영화이다. 브룩 쉴즈, 티머시 돌턴, 제프리 탬버 등이 주연으로 출연하였고 마이론 A. 하이먼 등이 제작에 참여하였다.
이 영화는 1986년에 촬영되었다. 그러나 배급권에 대한 기나긴 소송으로 인해 3년이 지나서야 개봉되었다. 1989년에 일부 국제 시장에서 마침내 개봉되었고, 미국에서는 1992년에 개봉되었다.

## 출연

### 주연
- 브룩 쉴즈
- 다이애나 스카위드
- 티모시 달튼

### 조연
- 찰스 더닝
- 에디 알버트
- 헨리 깁슨
- 에드 넬슨

## 제작진
- 원조: 데일 메식
- 프로듀서: 테리 쉴즈
- 협력프로듀서: 페시 라몽
- 협력프로듀서: 마이클 타드로스
- 미술: 존 J. 로이드
- 의상: 페시 파렐